# Борова (Пйотрковський повіт)
Борова (пол. Borowa) — село в Польщі, у гміні Воля-Кшиштопорська Пйотрковського повіту Лодзинського воєводства.
Населення — 195 осіб (2011).
У 1975-1998 роках село належало до Пйотрковського воєводства.

## Демографія
Демографічна структура станом на 31 березня 2011 року:
|          | Загалом | Допрацездатний вік | Працездатний вік | Постпрацездатний вік |
| -------- | ------- | ------------------ | ---------------- | -------------------- |
| Чоловіки | 91      | 17                 | 62               | 12                   |
| Жінки    | 104     | 27                 | 55               | 22                   |
| Разом    | 195     | 44                 | 117              | 34                   |